# Campeonato Europeo de Baloncesto Femenino Sub-16 de 2018
El Campeonato Europeo de Baloncesto Femenino Sub-16 de 2018 fue la 30.ª edición del Campeonato Europeo de Baloncesto Femenino Sub-16. La competición tuvo lugar en la ciudad de Kaunas (Lituania) del 17 al 25 de agosto de 2018.

## Sedes
| Kaunas                       | Kaunas                      | Kaunas Kaunas, sede del Campeonato Europeo de Baloncesto Femenino Sub-16 de 2018. |
| ---------------------------- | --------------------------- | --------------------------------------------------------------------------------- |
| Kaunas Sports Hall           | Aisciai Sport Hall          | Kaunas Kaunas, sede del Campeonato Europeo de Baloncesto Femenino Sub-16 de 2018. |
| Capacidad: 5000 espectadores | Capacidad: 750 espectadores | Kaunas Kaunas, sede del Campeonato Europeo de Baloncesto Femenino Sub-16 de 2018. |
|                              |                             | Kaunas Kaunas, sede del Campeonato Europeo de Baloncesto Femenino Sub-16 de 2018. |

## Equipos participantes
Participan los 16 equipos que conforman la División A:
- Alemania
- Bélgica (2º)
- Croacia
- Dinamarca (1º)
- España
- Francia
- Hungría
- Italia
- Letonia
- Lituania
- Países Bajos
- Polonia
- República Checa
- Rusia
- Serbia
- Turquía

## Fase de grupos
En esta ronda, los 16 equipos están agrupados en cuatro grupos de cuatro equipos cada uno. Todos los equipos avanzan a la Fase Final.

### Grupo A
|   | Equipo          | Pts | PG | PP | PF  | PC  | Dif |
| - | --------------- | --- | -- | -- | --- | --- | --- |
| 1 | República Checa | 6   | 3  | 0  | 173 | 152 | 21  |
| 2 | Francia         | 5   | 2  | 1  | 192 | 146 | 46  |
| 3 | Turquía         | 4   | 1  | 2  | 173 | 163 | 10  |
| 4 | Bélgica         | 3   | 0  | 3  | 116 | 193 | −77 |

#### Partidos
| 17 de agosto, 14:00 | Turquía                           | 60–38   | Bélgica | Kaunas                                           |  |
|                     | Parciales: 26–9, 17–10, 9–14, 8–5 |         |         |                                                  |  |
|                     |                                   | Reporte |         | Pabellón: Kaunas Sports Hall Árbitros: [[]] [[]] |  |

| 17 de agosto, 21:15 | Francia                             | 51–56   | República Checa | Kaunas                                           |  |
|                     | Parciales: 16–16, 14–7, 16–18, 5–15 |         |                 |                                                  |  |
|                     |                                     | Reporte |                 | Pabellón: Aisciai Sport Hall Árbitros: [[]] [[]] |  |

| 18 de agosto, 16:45 | República Checa                                  | 62–60   | Turquía | Kaunas                                           |  |
|                     | Parciales: 11–18, 13–20, 18–3, 8–9 (T.E.: 12–10) |         |         |                                                  |  |
|                     |                                                  | Reporte |         | Pabellón: Aisciai Sport Hall Árbitros: [[]] [[]] |  |

| 18 de agosto, 21:15 | Bélgica                              | 37–78   | Francia | Kaunas                                           |  |
|                     | Parciales: 12–23, 11–25, 4–12, 10–18 |         |         |                                                  |  |
|                     |                                      | Reporte |         | Pabellón: Aisciai Sport Hall Árbitros: [[]] [[]] |  |

| 19 de agosto, 16:45 | Francia                             | 63–53   | Turquía | Kaunas                                           |  |
|                     | Parciales: 15–9, 15–14, 22–8, 11–22 |         |         |                                                  |  |
|                     |                                     | Reporte |         | Pabellón: Kaunas Sports Hall Árbitros: [[]] [[]] |  |

| 19 de agosto, 21:15 | Bélgica                              | 41–55   | República Checa | Kaunas                                           |  |
|                     | Parciales: 12–10, 10–14, 11–19, 8–12 |         |                 |                                                  |  |
|                     |                                      | Reporte |                 | Pabellón: Kaunas Sports Hall Árbitros: [[]] [[]] |  |

### Grupo B
|   | Equipo       | Pts | PG | PP | PF  | PC  | Dif |
| - | ------------ | --- | -- | -- | --- | --- | --- |
| 1 | España       | 6   | 3  | 0  | 253 | 160 | 93  |
| 2 | Letonia      | 5   | 2  | 1  | 209 | 201 | 8   |
| 3 | Serbia       | 4   | 1  | 2  | 148 | 202 | −54 |
| 4 | Países Bajos | 3   | 0  | 3  | 153 | 200 | −47 |

#### Partidos
| 17 de agosto, 16:15 | Serbia                             | 54–48   | Países Bajos | Kaunas                                           |  |
|                     | Parciales: 11–15, 20–8, 17–3, 6–22 |         |              |                                                  |  |
|                     |                                    | Reporte |              | Pabellón: Kaunas Sports Hall Árbitros: [[]] [[]] |  |

| 17 de agosto, 21:15 | España                                | 96–66   | Letonia | Kaunas                                           |  |
|                     | Parciales: 19–13, 13–19, 36–17, 28–17 |         |         |                                                  |  |
|                     |                                       | Reporte |         | Pabellón: Kaunas Sports Hall Árbitros: [[]] [[]] |  |

| 18 de agosto, 16:45 | Letonia                             | 76–47   | Serbia | Kaunas                                           |  |
|                     | Parciales: 21–7, 19–16, 16–15, 20–9 |         |        |                                                  |  |
|                     |                                     | Reporte |        | Pabellón: Kaunas Sports Hall Árbitros: [[]] [[]] |  |

| 18 de agosto, 19:00 | Países Bajos                        | 47–79   | España | Kaunas                                           |  |
|                     | Parciales: 3–35, 18–17, 6–11, 20–16 |         |        |                                                  |  |
|                     |                                     | Reporte |        | Pabellón: Aisciai Sport Hall Árbitros: [[]] [[]] |  |

| 19 de agosto, 14:30 | España                               | 78–47   | Serbia | Kaunas                                           |  |
|                     | Parciales: 17–15, 19–16, 19–10, 23–6 |         |        |                                                  |  |
|                     |                                      | Reporte |        | Pabellón: Aisciai Sport Hall Árbitros: [[]] [[]] |  |

| 19 de agosto, 21:15 | Países Bajos                          | 58–67   | Letonia | Kaunas                                           |  |
|                     | Parciales: 11–16, 17–15, 15–13, 15–23 |         |         |                                                  |  |
|                     |                                       | Reporte |         | Pabellón: Aisciai Sport Hall Árbitros: [[]] [[]] |  |

### Grupo C
|   | Equipo  | Pts | PG | PP | PF  | PC  | Dif  |
| - | ------- | --- | -- | -- | --- | --- | ---- |
| 1 | Italia  | 6   | 3  | 0  | 227 | 116 | 111  |
| 2 | Hungría | 5   | 2  | 1  | 191 | 188 | 3    |
| 3 | Polonia | 4   | 1  | 2  | 188 | 202 | −14  |
| 4 | Croacia | 3   | 0  | 3  | 144 | 244 | −100 |

#### Partidos
| 17 de agosto, 16:30 | Croacia                               | 63–95   | Polonia | Kaunas                                           |  |
|                     | Parciales: 14–26, 13–19, 20–29, 16–21 |         |         |                                                  |  |
|                     |                                       | Reporte |         | Pabellón: Aisciai Sport Hall Árbitros: [[]] [[]] |  |

| 17 de agosto, 19:00 | Italia                                | 79–51   | Hungría | Kaunas                                           |  |
|                     | Parciales: 17–10, 18–17, 16–12, 28–12 |         |         |                                                  |  |
|                     |                                       | Reporte |         | Pabellón: Aisciai Sport Hall Árbitros: [[]] [[]] |  |

| 18 de agosto, 14:30 | Hungría                              | 75–52   | Croacia | Kaunas                                           |  |
|                     | Parciales: 23–12, 8–10, 21–15, 23–15 |         |         |                                                  |  |
|                     |                                      | Reporte |         | Pabellón: Kaunas Sports Hall Árbitros: [[]] [[]] |  |

| 18 de agosto, 21:15 | Polonia                             | 36–74   | Italia | Kaunas                                           |  |
|                     | Parciales: 10–22, 14–23, 7–19, 5–10 |         |        |                                                  |  |
|                     |                                     | Reporte |        | Pabellón: Kaunas Sports Hall Árbitros: [[]] [[]] |  |

| 19 de agosto, 16:45 | Italia                             | 74–29   | Croacia | Kaunas                                           |  |
|                     | Parciales: 10–1, 17–8, 27–11, 20–9 |         |         |                                                  |  |
|                     |                                    | Reporte |         | Pabellón: Aisciai Sport Hall Árbitros: [[]] [[]] |  |

| 19 de agosto, 19:00 | Polonia                              | 57–65   | Hungría | Kaunas                                           |  |
|                     | Parciales: 20–18, 9–22, 16–12, 12–13 |         |         |                                                  |  |
|                     |                                      | Reporte |         | Pabellón: Aisciai Sport Hall Árbitros: [[]] [[]] |  |

### Grupo D
|   | Equipo    | Pts | PG | PP | PF  | PC  | Dif |
| - | --------- | --- | -- | -- | --- | --- | --- |
| 1 | Rusia     | 6   | 3  | 0  | 189 | 150 | 39  |
| 2 | Alemania  | 5   | 2  | 1  | 156 | 141 | 15  |
| 3 | Lituania  | 4   | 1  | 2  | 171 | 182 | −11 |
| 4 | Dinamarca | 3   | 0  | 3  | 155 | 198 | −43 |

#### Partidos
| 17 de agosto, 14:15 | Alemania                           | 43–51   | Rusia | Kaunas                                           |  |
|                     | Parciales: 13–8, 7–16, 14–14, 9–13 |         |       |                                                  |  |
|                     |                                    | Reporte |       | Pabellón: Aisciai Sport Hall Árbitros: [[]] [[]] |  |

| 17 de agosto, 19:00 | Lituania                             | 71–58   | Dinamarca | Kaunas                                           |  |
|                     | Parciales: 21–7, 20–20, 10–18, 20–13 |         |           |                                                  |  |
|                     |                                      | Reporte |           | Pabellón: Kaunas Sports Hall Árbitros: [[]] [[]] |  |

| 18 de agosto, 14:30 | Dinamarca                          | 39–55   | Alemania | Kaunas                                           |  |
|                     | Parciales: 12–14, 7–21, 12–12, 8–8 |         |          |                                                  |  |
|                     |                                    | Reporte |          | Pabellón: Aisciai Sport Hall Árbitros: [[]] [[]] |  |

| 18 de agosto, 19:00 | Rusia                               | 66–49   | Lituania | Kaunas                                           |  |
|                     | Parciales: 16–16, 21–8, 12–17, 17–8 |         |          |                                                  |  |
|                     |                                     | Reporte |          | Pabellón: Kaunas Sports Hall Árbitros: [[]] [[]] |  |

| 19 de agosto, 14:30 | Dinamarca                             | 58–72   | Rusia | Kaunas                                           |  |
|                     | Parciales: 19–24, 12–11, 10–20, 17–17 |         |       |                                                  |  |
|                     |                                       | Reporte |       | Pabellón: Kaunas Sports Hall Árbitros: [[]] [[]] |  |

| 19 de agosto, 19:00 | Alemania                           | 58–51   | Lituania | Kaunas                                           |  |
|                     | Parciales: 8–19, 16–9, 22–19, 12–4 |         |          |                                                  |  |
|                     |                                    | Reporte |          | Pabellón: Kaunas Sports Hall Árbitros: [[]] [[]] |  |

## Fase final

### Cuadro final
|  | Octavos de final | Octavos de final |         |                 | Cuartos de final | Cuartos de final |  |  | Semifinales  | Semifinales  |  |  | Final        | Final        |  |
|  | 21 de agosto     | 21 de agosto     |         |                 | 22 de agosto     | 22 de agosto     |  |  | 24 de agosto | 24 de agosto |  |  | 25 de agosto | 25 de agosto |  |
|  |                  |                  |         |                 |                  |                  |  |  |              |              |  |  |              |              |  |
|  |                  |                  |         |                 |                  |                  |  |  |              |              |  |  |              |              |  |
|  | República Checa  | 64               |         |                 |                  |                  |  |  |              |              |  |  |              |              |  |
|  | República Checa  | 64               |         |                 |                  |                  |  |  |              |              |  |  |              |              |  |
|  | Países Bajos     | 54               |         |                 |                  |                  |  |  |              |              |  |  |              |              |  |
|  | Países Bajos     | 54               |         | República Checa | 51               |                  |  |  |              |              |  |  |              |              |  |
|  |                  |                  |         | República Checa | 51               |                  |  |  |              |              |  |  |              |              |  |
|  |                  |                  | Hungría | 48              |                  |                  |  |  |              |              |  |  |              |              |  |
|  | Hungría          | 51               | Hungría | 48              |                  |                  |  |  |              |              |  |  |              |              |  |
|  | Hungría          | 51               |         |                 |                  |                  |  |  |              |              |  |  |              |              |  |
|  | Lituania         | 37               |         |                 |                  |                  |  |  |              |              |  |  |              |              |  |
|  | Lituania         | 37               |         |                 |                  | República Checa  |  |  |              |              |  |  |              |              |  |
|  |                  |                  |         |                 |                  |                  |  |  |              |              |  |  |              |              |  |
|  |                  |                  | Turquía |                 |                  |                  |  |  |              |              |  |  |              |              |  |
|  | Letonia          | 59               |         |                 |                  |                  |  |  |              |              |  |  |              |              |  |
|  | Letonia          | 59               |         |                 |                  |                  |  |  |              |              |  |  |              |              |  |
|  | Turquía          | 74               |         |                 |                  |                  |  |  |              |              |  |  |              |              |  |
|  | Turquía          | 74               |         | Turquía         | 58               |                  |  |  |              |              |  |  |              |              |  |
|  |                  |                  |         | Turquía         | 58               |                  |  |  |              |              |  |  |              |              |  |
|  |                  |                  | Rusia   | 47              |                  |                  |  |  |              |              |  |  |              |              |  |
|  | Rusia            | 76               | Rusia   | 47              |                  |                  |  |  |              |              |  |  |              |              |  |
|  | Rusia            | 76               |         |                 |                  |                  |  |  |              |              |  |  |              |              |  |
|  | Croacia          | 52               |         |                 |                  |                  |  |  |              |              |  |  |              |              |  |
|  | Croacia          | 52               |         |                 |                  |                  |  |  |              |              |  |  |              |              |  |
|  |                  |                  |         |                 |                  |                  |  |  |              |              |  |  |              |              |  |
|  |                  |                  |         |                 |                  |                  |  |  |              |              |  |  |              |              |  |
|  | Francia          | 77               |         |                 |                  |                  |  |  |              |              |  |  |              |              |  |
|  | Francia          | 77               |         |                 |                  |                  |  |  |              |              |  |  |              |              |  |
|  | Serbia           | 33               |         |                 |                  |                  |  |  |              |              |  |  |              |              |  |
|  | Serbia           | 33               |         | Francia         | 59               |                  |  |  |              |              |  |  |              |              |  |
|  |                  |                  |         | Francia         | 59               |                  |  |  |              |              |  |  |              |              |  |
|  |                  |                  | Italia  | 61              |                  |                  |  |  |              |              |  |  |              |              |  |
|  | Italia           | 74               | Italia  | 61              |                  |                  |  |  |              |              |  |  |              |              |  |
|  | Italia           | 74               |         |                 |                  |                  |  |  |              |              |  |  |              |              |  |
|  | Dinamarca        | 39               |         |                 |                  |                  |  |  |              |              |  |  |              |              |  |
|  | Dinamarca        | 39               |         |                 |                  | Italia           |  |  |              |              |  |  |              |              |  |
|  |                  |                  |         |                 |                  |                  |  |  |              |              |  |  |              |              |  |
|  |                  |                  | España  |                 |                  |                  |  |  |              |              |  |  |              |              |  |
|  | España           | 72               |         |                 |                  |                  |  |  |              |              |  |  |              |              |  |
|  | España           | 72               |         |                 |                  |                  |  |  |              |              |  |  |              |              |  |
|  | Bélgica          | 36               |         |                 |                  |                  |  |  |              |              |  |  |              |              |  |
|  | Bélgica          | 36               |         | España          | 72               |                  |  |  |              |              |  |  |              |              |  |
|  |                  |                  |         | España          | 72               |                  |  |  |              |              |  |  |              |              |  |
|  |                  |                  | Polonia | 32              |                  |                  |  |  |              |              |  |  |              |              |  |
|  | Alemania         | 56               | Polonia | 32              |                  |                  |  |  |              |              |  |  |              |              |  |
|  | Alemania         | 56               |         |                 |                  |                  |  |  |              |              |  |  |              |              |  |
|  | Polonia          | 73               |         |                 |                  |                  |  |  |              |              |  |  |              |              |  |
|  | Polonia          | 73               |         |                 |                  |                  |  |  |              |              |  |  |              |              |  |
|  |                  |                  |         |                 |                  |                  |  |  |              |              |  |  |              |              |  |

#### Octavos de final
| 21 de agosto, 14:30 | España                              | 72–36   | Bélgica | Kaunas                                           |  |
|                     | Parciales: 19–6, 23–0, 14–11, 19–16 |         |         |                                                  |  |
|                     |                                     | Reporte |         | Pabellón: Aisciai Sport Hall Árbitros: [[]] [[]] |  |

| 21 de agosto, 14:30 | Letonia                               | 59–74   | Turquía | Kaunas                                           |  |
|                     | Parciales: 20–17, 13–22, 14–15, 12–20 |         |         |                                                  |  |
|                     |                                       | Reporte |         | Pabellón: Kaunas Sports Hall Árbitros: [[]] [[]] |  |

| 21 de agosto, 16:45 | Alemania                             | 56–73   | Polonia | Kaunas                                           |  |
|                     | Parciales: 14–17, 15–18, 18–23, 9–15 |         |         |                                                  |  |
|                     |                                      | Reporte |         | Pabellón: Aisciai Sport Hall Árbitros: [[]] [[]] |  |

| 21 de agosto, 16:45 | Rusia                                | 76–52   | Croacia | Kaunas                                           |  |
|                     | Parciales: 19–9, 29–11, 15–10, 13–22 |         |         |                                                  |  |
|                     |                                      | Reporte |         | Pabellón: Kaunas Sports Hall Árbitros: [[]] [[]] |  |

| 21 de agosto, 19:00 | Hungría                            | 51–37   | Lituania | Kaunas                                           |  |
|                     | Parciales: 19–8, 6–8, 13–10, 13–11 |         |          |                                                  |  |
|                     |                                    | Reporte |          | Pabellón: Kaunas Sports Hall Árbitros: [[]] [[]] |  |

| 21 de agosto, 19:00 | Italia                              | 74–39   | Dinamarca | Kaunas                                           |  |
|                     | Parciales: 16–5, 21–9, 19–12, 18–13 |         |           |                                                  |  |
|                     |                                     | Reporte |           | Pabellón: Aisciai Sport Hall Árbitros: [[]] [[]] |  |

| 21 de agosto, 21:15 | Francia                            | 77–33   | Serbia | Kaunas                                           |  |
|                     | Parciales: 22–6, 18–3, 17–9, 20–15 |         |        |                                                  |  |
|                     |                                    | Reporte |        | Pabellón: Aisciai Sport Hall Árbitros: [[]] [[]] |  |

| 21 de agosto, 21:15 | República Checa                      | 64–54   | Países Bajos | Kaunas                                           |  |
|                     | Parciales: 14–11, 20–9, 12–15, 18–19 |         |              |                                                  |  |
|                     |                                      | Reporte |              | Pabellón: Kaunas Sports Hall Árbitros: [[]] [[]] |  |

#### Cuartos de final
| 22 de agosto, 14:30 | Turquía               | vs. | Rusia | Kaunas              |
|                     | Parciales: –, –, –, – |     |       |                     |
|                     |                       |     |       | Árbitros: [[]] [[]] |

| 22 de agosto, 16:45 | España                | vs. | Polonia | Kaunas              |
|                     | Parciales: –, –, –, – |     |         |                     |
|                     |                       |     |         | Árbitros: [[]] [[]] |

| 22 de agosto, 19:00 | República Checa       | vs. | Hungría | Kaunas              |
|                     | Parciales: –, –, –, – |     |         |                     |
|                     |                       |     |         | Árbitros: [[]] [[]] |

| 22 de agosto, 21:15 | Francia               | vs. | Italia | Kaunas              |
|                     | Parciales: –, –, –, – |     |        |                     |
|                     |                       |     |        | Árbitros: [[]] [[]] |

#### Semifinales
| 24 de agosto, | [[Selección femenina de baloncesto de \|]] | vs. | [[Selección femenina de baloncesto de \|]] | Kaunas              |
|               | Parciales: –, –, –, –                      |     |                                            |                     |
|               |                                            |     |                                            | Árbitros: [[]] [[]] |

| 24 de agosto, | [[Selección femenina de baloncesto de \|]] | vs. | [[Selección femenina de baloncesto de \|]] | Kaunas              |
|               | Parciales: –, –, –, –                      |     |                                            |                     |
|               |                                            |     |                                            | Árbitros: [[]] [[]] |

#### Partido por la medalla de bronce
| 25 de agosto, | [[Selección femenina de baloncesto de \|]] | vs. | [[Selección femenina de baloncesto de \|]] | Kaunas              |
|               | Parciales: –, –, –, –                      |     |                                            |                     |
|               |                                            |     |                                            | Árbitros: [[]] [[]] |

#### Final
| 25 de agosto, | República Checa                      | 52–60 | Italia | Kaunas                                                                                               |
|               | Parciales: 7–14, 15–17, 10–17, 20–12 |       |        | |
|               |                                      |       |        | Asistencia: 1000 espectadores Árbitros: Luis Miguel Castillo Larroca Özlem Yalman Vilius Mačiulaitis |

### Cuadro por el 5º-8º lugar
|  | Semifinales 5º-8º | Semifinales 5º-8º |  |  | Partido 5º lugar | Partido 5º lugar |  |
|  | 24 de agosto      | 24 de agosto      |  |  | 25 de agosto     | 25 de agosto     |  |
|  |                   |                   |  |  |                  |                  |  |
|  |                   |                   |  |  |                  |                  |  |
|  |                   |                   |  |  |                  |                  |  |
|  |                   |                   |  |  |                  |                  |  |
|  |                   |                   |  |  |                  |                  |  |
|  |                   |                   |  |  |                  |                  |  |
|  |                   |                   |  |  |                  |                  |  |
|  |                   |                   |  |  |                  |                  |  |
|  |                   |                   |  |  |                  |                  |  |
|  |                   |                   |  |  |                  |                  |  |
|  |                   |                   |  |  |                  |                  |  |
|  |                   |                   |  |  |                  |                  |  |
|  |                   |                   |  |  |                  |                  |  |

#### Semifinales del 5º–8º lugar
| 24 de agosto, | [[Selección femenina de baloncesto de \|]] | vs. | [[Selección femenina de baloncesto de \|]] | Kaunas              |
|               | Parciales: –, –, –, –                      |     |                                            |                     |
|               |                                            |     |                                            | Árbitros: [[]] [[]] |

| 24 de agosto, | [[Selección femenina de baloncesto de \|]] | vs. | [[Selección femenina de baloncesto de \|]] | Kaunas              |
|               | Parciales: –, –, –, –                      |     |                                            |                     |
|               |                                            |     |                                            | Árbitros: [[]] [[]] |

#### Partido por el 7º lugar
| 25 de agosto, | [[Selección femenina de baloncesto de \|]] | vs. | [[Selección femenina de baloncesto de \|]] | Kaunas              |
|               | Parciales: –, –, –, –                      |     |                                            |                     |
|               |                                            |     |                                            | Árbitros: [[]] [[]] |

#### Partido por el 5º lugar
| 25 de agosto, | [[Selección femenina de baloncesto de \|]] | vs. | [[Selección femenina de baloncesto de \|]] | Kaunas              |
|               | Parciales: –, –, –, –                      |     |                                            |                     |
|               |                                            |     |                                            | Árbitros: [[]] [[]] |

### Cuadro por el 9º-16º lugar
|  | Partido 13.eɽ lugar | Partido 13.eɽ lugar |              |              | Semifinales 13.º-16.º | Semifinales 13.º-16.º |              |              | Cuartos de final 9º-16º | Cuartos de final 9º-16º |           |          | Semifinales 9º-12º | Semifinales 9º-12º |  |  | Partido 9º lugar | Partido 9º lugar |
|  |                     |                     |              |              |                       |                       |              |              |                         |                         |           |          |                    |                    |  |  |                  |                  |
|  |                     |                     |              |              |                       |                       |              |              | 22 de agosto            |                         |           |          |                    |                    |  |  |                  |                  |
|  |                     |                     |              |              |                       |                       |              |              |                         |                         |           |          |                    |                    |  |  |                  |                  |
|  | 25 de agosto        | 25 de agosto        |              |              | 24 de agosto          | 24 de agosto          |              |              | Países Bajos            | 59                      |           |          | 24 de agosto       | 24 de agosto       |  |  | 25 de agosto     | 25 de agosto     |
|  | 25 de agosto        | 25 de agosto        |              |              | 24 de agosto          | 24 de agosto          |              |              | Países Bajos            | 59                      |           |          | 24 de agosto       | 24 de agosto       |  |  | 25 de agosto     | 25 de agosto     |
|  | 25 de agosto        | 25 de agosto        |              |              | 24 de agosto          | 24 de agosto          | Lituania     | 63           |                         |                         |           |          | 24 de agosto       | 24 de agosto       |  |  | 25 de agosto     | 25 de agosto     |
|  | 25 de agosto        | 25 de agosto        |              | Países Bajos |                       |                       | Lituania     | 63           |                         |                         |           | Lituania |                    |                    |  |  | 25 de agosto     | 25 de agosto     |
|  | 25 de agosto        | 25 de agosto        | 22 de agosto | Países Bajos |                       |                       |              |              |                         |                         |           | Lituania |                    |                    |  |  | 25 de agosto     | 25 de agosto     |
|  | 25 de agosto        | 25 de agosto        |              |              | Croacia               |                       |              |              | Letonia                 |                         |           |          |                    |                    |  |  | 25 de agosto     | 25 de agosto     |
|  | 25 de agosto        | 25 de agosto        | Letonia      | 63           | Croacia               |                       |              |              | Letonia                 |                         |           |          |                    |                    |  |  | 25 de agosto     | 25 de agosto     |
|  | 25 de agosto        | 25 de agosto        | Letonia      | 63           |                       |                       |              |              |                         |                         |           |          |                    |                    |  |  | 25 de agosto     | 25 de agosto     |
|  | 25 de agosto        | 25 de agosto        |              |              | Croacia               | 50                    |              |              |                         |                         |           |          |                    |                    |  |  | 25 de agosto     | 25 de agosto     |
|  |                     |                     |              |              | Croacia               | 50                    |              |              |                         |                         |           |          |                    |                    |  |  |                  |                  |
|  | 22 de agosto        |                     |              |              |                       |                       |              |              |                         |                         |           |          |                    |                    |  |  |                  |                  |
|  |                     |                     |              |              |                       |                       |              |              |                         |                         |           |          |                    |                    |  |  |                  |                  |
|  | Serbia              | 49                  |              |              |                       |                       |              |              |                         |                         |           |          |                    |                    |  |  |                  |                  |
|  | Serbia              | 49                  |              |              | 24 de agosto          | 24 de agosto          | 24 de agosto | 24 de agosto |                         |                         |           |          |                    |                    |  |  |                  |                  |
|  |                     |                     | Dinamarca    | 70           | 24 de agosto          | 24 de agosto          | 24 de agosto | 24 de agosto |                         |                         |           |          |                    |                    |  |  |                  |                  |
|  | Partido 15º lugar   | Partido 15º lugar   | Dinamarca    | 70           | Serbia                |                       |              |              |                         |                         | Dinamarca |          | Partido 11º lugar  | Partido 11º lugar  |  |  |                  |                  |
|  | Partido 15º lugar   | Partido 15º lugar   | 22 de agosto |              | Serbia                |                       |              |              |                         |                         | Dinamarca |          | Partido 11º lugar  | Partido 11º lugar  |  |  |                  |                  |
|  | 25 de agosto        | 25 de agosto        |              |              | Bélgica               |                       |              |              | Alemania                |                         |           |          | 25 de agosto       | 25 de agosto       |  |  |                  |                  |
|  |                     |                     | Bélgica      | 51           | Bélgica               |                       |              |              | Alemania                |                         |           |          |                    |                    |  |  |                  |                  |
|  |                     |                     | Bélgica      | 51           |                       |                       |              |              |                         |                         |           |          |                    |                    |  |  |                  |                  |
|  |                     |                     |              |              | Alemania              | 57                    |              |              |                         |                         |           |          |                    |                    |  |  |                  |                  |

#### Cuartos de final del 9º–16º lugar
| 22 de agosto, 14:30 | Letonia               | vs. | Croacia | Kaunas              |
|                     | Parciales: –, –, –, – |     |         |                     |
|                     |                       |     |         | Árbitros: [[]] [[]] |

| 22 de agosto, 16:45 | Bélgica               | vs. | Alemania | Kaunas              |
|                     | Parciales: –, –, –, – |     |          |                     |
|                     |                       |     |          | Árbitros: [[]] [[]] |

| 22 de agosto, 19:00 | Países Bajos          | vs. | Lituania | Kaunas              |
|                     | Parciales: –, –, –, – |     |          |                     |
|                     |                       |     |          | Árbitros: [[]] [[]] |

| 22 de agosto, 21:15 | Serbia                | vs. | Dinamarca | Kaunas              |
|                     | Parciales: –, –, –, – |     |           |                     |
|                     |                       |     |           | Árbitros: [[]] [[]] |

#### Semifinales del 13.eɽ–16.º lugares
| 24 de agosto, | [[Selección femenina de baloncesto de \|]] | vs. | [[Selección femenina de baloncesto de \|]] | Kaunas              |
|               | Parciales: –, –, –, –                      |     |                                            |                     |
|               |                                            |     |                                            | Árbitros: [[]] [[]] |

| 24 de agosto, | [[Selección femenina de baloncesto de \|]] | vs. | [[Selección femenina de baloncesto de \|]] | Kaunas              |
|               | Parciales: –, –, –, –                      |     |                                            |                     |
|               |                                            |     |                                            | Árbitros: [[]] [[]] |

#### Semifinales del 9º–12º lugar
| 24 de agosto, | [[Selección femenina de baloncesto de \|]] | vs. | [[Selección femenina de baloncesto de \|]] | Kaunas              |
|               | Parciales: –, –, –, –                      |     |                                            |                     |
|               |                                            |     |                                            | Árbitros: [[]] [[]] |

| 24 de agosto, | [[Selección femenina de baloncesto de \|]] | vs. | [[Selección femenina de baloncesto de \|]] | Kaunas              |
|               | Parciales: –, –, –, –                      |     |                                            |                     |
|               |                                            |     |                                            | Árbitros: [[]] [[]] |

#### Partido por el 15º lugar
| 25 de agosto, | [[Selección femenina de baloncesto de \|]] | vs. | [[Selección femenina de baloncesto de \|]] | Kaunas              |
|               | Parciales: –, –, –, –                      |     |                                            |                     |
|               |                                            |     |                                            | Árbitros: [[]] [[]] |

#### Partido por el 13.eɽlugar
| 25 de agosto, | [[Selección femenina de baloncesto de \|]] | vs. | [[Selección femenina de baloncesto de \|]] | Kaunas              |
|               | Parciales: –, –, –, –                      |     |                                            |                     |
|               |                                            |     |                                            | Árbitros: [[]] [[]] |

#### Partido por el 11º lugar
| 25 de agosto, | [[Selección femenina de baloncesto de \|]] | vs. | [[Selección femenina de baloncesto de \|]] | Kaunas              |
|               | Parciales: –, –, –, –                      |     |                                            |                     |
|               |                                            |     |                                            | Árbitros: [[]] [[]] |

#### Partido por el 9º lugar
| 25 de agosto, | [[Selección femenina de baloncesto de \|]] | vs. | [[Selección femenina de baloncesto de \|]] | Kaunas              |
|               | Parciales: –, –, –, –                      |     |                                            |                     |
|               |                                            |     |                                            | Árbitros: [[]] [[]] |

## Clasificación final
– Desciende a la División B.
| Pos.              | Equipo                                     | Balance |
| ----------------- | ------------------------------------------ | ------- |
| Medalla de oro    | [[Selección femenina de baloncesto de \|]] |         |
| Medalla de plata  | [[Selección femenina de baloncesto de \|]] |         |
| Medalla de bronce | [[Selección femenina de baloncesto de \|]] |         |
| 4º                | [[Selección femenina de baloncesto de \|]] |         |
| 5º                | [[Selección femenina de baloncesto de \|]] |         |
| 6º                | [[Selección femenina de baloncesto de \|]] |         |
| 7º                | [[Selección femenina de baloncesto de \|]] |         |
| 8º                | [[Selección femenina de baloncesto de \|]] |         |
| 9º                | [[Selección femenina de baloncesto de \|]] |         |
| 10º               | [[Selección femenina de baloncesto de \|]] |         |
| 11.º              | [[Selección femenina de baloncesto de \|]] |         |
| 12.º              | [[Selección femenina de baloncesto de \|]] |         |
| 13.º              | [[Selección femenina de baloncesto de \|]] |         |
| 14.º              | [[Selección femenina de baloncesto de \|]] |         |
| 15.º              | [[Selección femenina de baloncesto de \|]] |         |
| 16º               | [[Selección femenina de baloncesto de \|]] |         |